# Keresők
A Keresők egy kultúrtörténeti, nem kitalált mű, melynek szerzője Daniel Boorstin, megjelent 1998-ban kemény-, 1999-ben puhafedeles kiadásban. A mű az „ismeretek”-trilógia harmadik és egyben befejező kötete.
A Keresőkben, amely bizonyos értelemben a multikulturizmus divatjával dacoló hagyományosan nyugati mű, Boorstin a saját szuggesztív filozófiatörténetét írta meg a kezdetektől a XX. századig.

## Tartalom
A Keresők alcíme Örök kérdések régen és ma.

### Első könyv: Ősi örökség
I. rész – A próféták útja: Egy felsőbb hatalom
1. A látóktól a prófétákig: az engedelmesség mózesi próbatétele
2. A szövetségkötő Isten: a hit izajási próbatétele
3. A hívő viaskodásai: Jób
4. Egy önmagát magyarázó világ: a gonosz Keleten
II. Rész – A filozófusok útja: Egy csodás belső szerv
5. Szókratész leleplezi a tudatlanságot
6. Az élőszóban rejlő élet
7. A platóni ideák másvilága
8. Az Utópia felé: nagybetűs erények
9. Arisztotelész: Egy kívülálló Athénban
10. A józan ész útjain
11. Arisztotelész Istene és a változásokkal teli világ
III: Rész – A keresztény út: Közösségi kísérletek
12. A hívők testvérisége: az egyház
13. A hit szigetei: kolostorok
14. A disputáció útja: egyetemek
15. A protestáns út változatai: Erazmus, Luther, Kálvin

### Második könyv: Közösségi keresés
IV. Rész – A felfedezés útjai: A tapasztalatok nyomában
16. Homérosz öröksége: a mítosz és a hősi múlt
17. Hérodotosz és a történelemtudomány születése
18. Thuküdidész államtudományt teremt
19. A mítosztól az irodalomig: Vergiliusz
20. Morus Tamás új utakon az Utópia felé
21. Francis Bacon látomása régi bálványokról és új hatalmakról
22. A lélektól az Énig: Descartes belső szigete
V. Rész – A liberalizmus útja
23. Machiavelli nemzeti törekvései
24. John Locke meghatározza a megismerés és a kormányzat határait
25. Voltaire civilizációra szólít fel
26. Rousseau a menekülés útját keresi
27. Jefferson amerikai törekvése
28. Hegel "a Földön létező isteni eszme" felé fordul

### Harmadik Könyv: Utak a jövőbe
VI. Rész – A történelem lendülete: A társadalomtudomány útjai
29. A fejlődés evangéliuma és tudománya: Condorcet-től Comte-ig
30. Karl Marx a végzet nyomában
31. A nemzetektől a kultúrákig: Spengler és Toynbee
32. Változóban a világ?
VII. Rész – A kételkedés szentélyei
33. "Az egész történelem nem más, mint életrajz": Carlyle és Emerson
34. Kierkegaard a történelemtől a létezés felé fordul
35. Az igazságtól a tudatfolyamig – William James
36. Sokféleség vigasza és csodája
37. A zavarodottság irodalma
VIII. Rész – Egy formálódó világ: A keresésben rejlő cél
38. Acton: "A jövő Madonnája"
39. Az ellen-végzet bűvöletében – Malraux
40. Az idő újrafelfedezése: Bergson teremtő fejlődése
41. A titok lényegének meghatározása: Einstein egységkeresése

## Magyarul
- Keresők. Örök kérdések régen és ma; ford. Feig András; Európa, Bp., 2002